# Rapenburg (Doel)
Rapenburg is een gehucht in Doel, een deelgemeente van Beveren-Kruibeke-Zwijndrecht in de Belgische provincie Oost-Vlaanderen.  Het ligt in het noordwesten van Doel, drie kilometer van het dorpscentrum, aan de dijk tussen de Doelpolder en de Prosperpolder. Anderhalve kilometer verder ten noordwesten ligt het dorp Prosperpolder en de Nederlandse grens. Anderhalve kilometer zuidwaarts aan de dijk ligt het gehucht Saftingen.

## Geschiedenis
Op de Ferrariskaart uit de jaren 1770 is hier bebouwing weergegeven, weliswaar zonder aanduiding van een gehuchtnaam. Aan de westelijke kant van de dijk toont de kaart een nat gebied, aansluitend op het Verdronken Land van Saeftinghe.
De Atlas der Buurtwegen uit 1841 toont het gehucht Rapenburg, met nog steeds het overstroomde gebied ten westen van de dijk. De Vandermaelenkaart uit het midden van de 19de eeuw vermeldt het gehucht als Rapenberg, en toont ten westen nu de Prosperpolder, die in 1846 was ingepolderd.
Vanaf de tweede helft van de 20ste eeuw werd er meer dan 5 km ten zuiden van Rapenburg, verder stroomopwaarts langs de Schelde, een uitbreiding van de haven van Antwerpen ontwikkeld, wat ook zijn impact zou hebben op het gehucht Rapenburg. In deze Waaslandhaven werd het Saeftinghedok voorzien. In 2011 lekte een ontwerp uit van Gewestelijk Ruimtelijk Uitvoeringsplan (GRUP) "Afbakening Zeehavengebied Antwerpen". Het landbouwgebied in de noordelijke Doelpolder zou moeten plaatsmaken voor natuurgebied ter compensatie van de verloren natuur door de bouw van het dok (onder andere natuurgebied Putten Weiden). Daarbij zouden ook de gehuchten Ouden Doel en Rapenburg moeten verdwijnen omdat het bouwen van dijken er rond te duur zou zijn voor de Vlaamse Regering. Aan het GRUP zijn de onteigeningsplannen voor Doel en de polders gehecht. Bij de goedkeuring van dit GRUP, kan de Vlaamse Overheid overgaan tot de onteigening van Doel en de ruimere polder.
Het GRUP werd van kracht op 17 juni 2013, maar de bewoners trokken onmiddellijk naar de Raad van State, die het GRUP hetzelfde jaar nog schorste. Een jaar later, op 12 december 2014 werd een aangepast RUP (dat enkel geldt voor de Linkerscheldeoever) van kracht, maar in november 2015 werd ook dit RUP geschorst door de Raad van State. Om een definitieve uitspraak te doen, vroeg de Raad van State advies aan het Europese Hof van Justitie in verband met de Europese Vogel- en Habitatrichtlijnen. Daarnaast werden er opmerkingen geformuleerd dat de Vlaamse Regering niet (voldoende) heeft gemotiveerd waarom de gehuchten in de Doelpolder zouden moeten verdwijnen. De gehuchten zouden immers kunnen blijven door er dijken rond te zetten.
Op 22 juli 2016 oordeelde het Europese Hof van Justitie negatief over de natuurcompensaties van het GRUP. De Vlaamse regering gaf aan een nakende vernietiging van het GRUP door de Raad van State niet af te wachten en een nieuwe procedure op te starten volgens het gloednieuwe (en nog niet geteste) 'complexe projecten'-decreet.
In 2022 kwam men tot een akkoord waarbij Doel, en ook de gehuchten Ouden Doel, Saftingen en Rapenburg zouden behouden blijven.

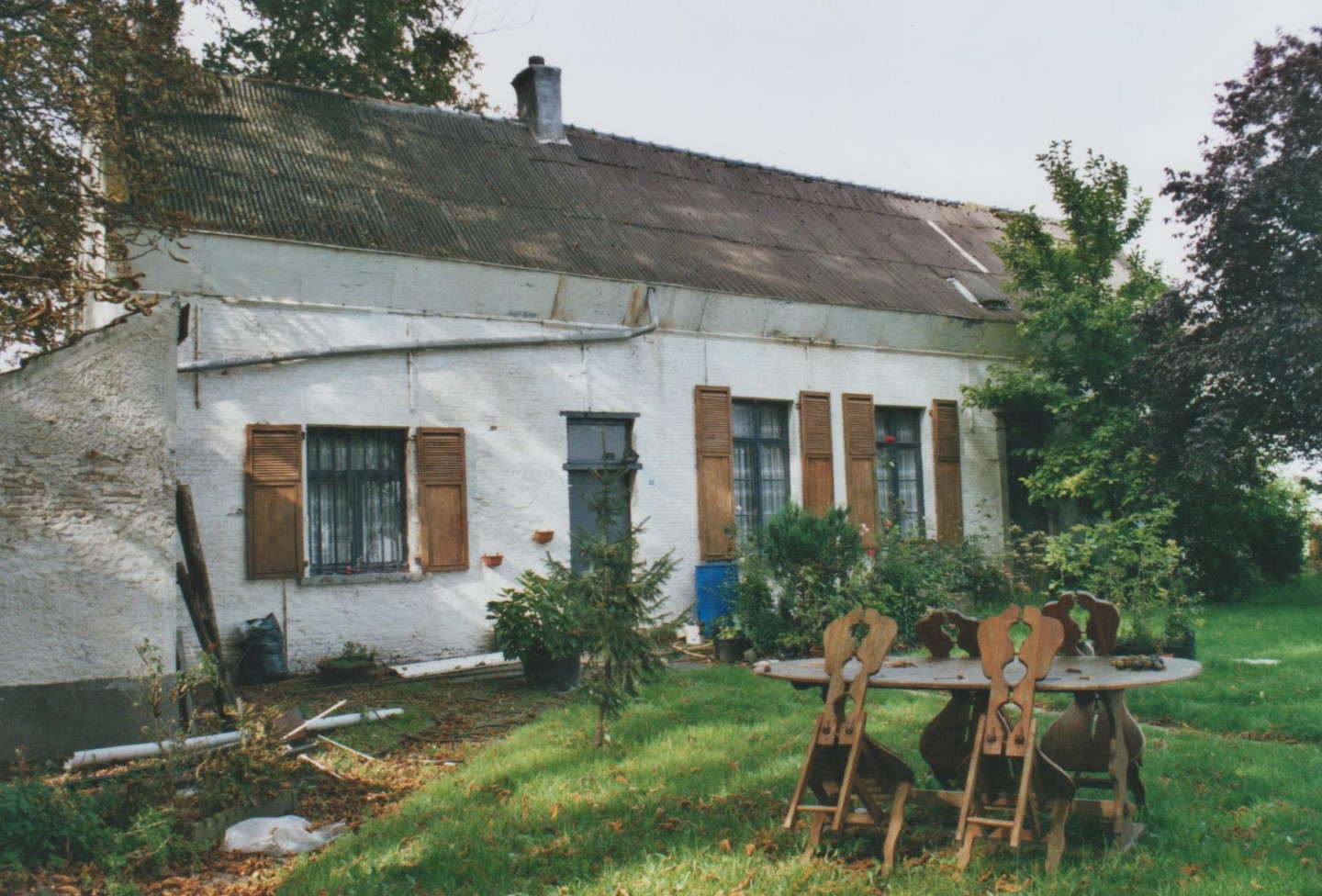
Hoeve
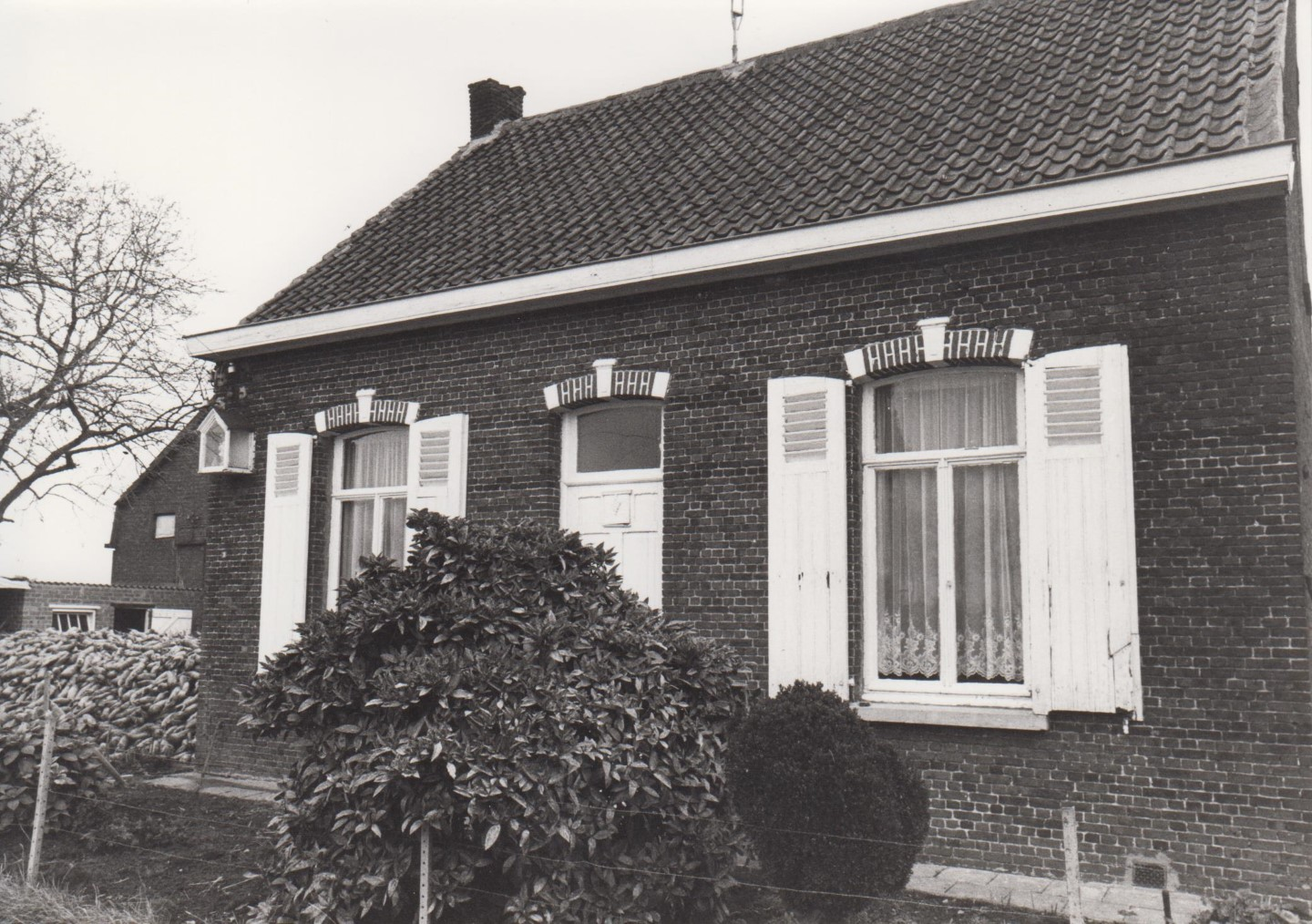
Boerenhuis

Deelgemeenten: Bazel · Beveren · Burcht · Doel · Haasdonk · Kallo · Kieldrecht · Kruibeke · Melsele · Rupelmonde · Verrebroek · Vrasene · Zwijndrecht

Overige dorpen en gehuchten: Beestenhoek · Bloempot · De Bank · Doorn · Es · Gaverland ·  Geslecht · Groot Laar · Halve Maan · Hoogeinde · Hoogstraat · Kalishoek (Doel) · Kalishoek (Melsele) · Kemphoek · Klein Laar · Melseledijk· Mosselbank (Haasdonk) · Mosselbank (Vrasene) · Nieuwe Parochie · Ouden Doel · Oudendijk · Ponjaard · Prosperpolder · Puiput · Rapenberg · Rapenburg · Saftingen · Sint-Antoniushoek · Smoutpot · Stenen Kruis · Tijskenshoek · Vendoorn · Verrebroekse Blikken · Vijfstraten · Vliegenstal · Voshoek · Westakkers · Wilden Haan · Zillebeek · Zwaantje

Belgische gemeenten · Arrondissement Sint-Niklaas · Oost-Vlaanderen · Vlaanderen